# Nyangbo
El nyangbo (o tufrugbu) és una llengua kwa oriental parlen els nyangbos a la regió Volta de Ghana. Hi ha entre 6.400 (2003) i 8.500 nyangbos. El seu codi ISO 639-3 és nyb i el seu codi al glottolog és nyan1302.

## Família lingüística
Segons l'ethnologue, el nyangbo és una llengua kwa oriental que pertany al subgrup de les llengües avatime-nyangbos juntament amb l'avatime i el tafi. Segons el glottolog, juntament amb el tafi formen les llengües nyangbo-tafi que són llengües avatime-nyangbos, que al mateix temps són llengües gbes del grup ka-Togo.

## Situació geogràfica i pobles veïns
El territori nyango està situat a l'est d'Afeyi, a la regió Volta.
Segons el mapa lingüístic de Ghana de l'ethnologue el territori nyango és un petit territori que està situat pocs quilòmetres a l'oest de la frontera amb Togo. Aquest, juntament amb els territoris dels logbes, dels tafis i dels avatimes, està rodejat del territori molt més extens dels ewes.

## Dialectes i semblança amb altres llengües
El nyango no té cap dialecte conegut i és intel·ligible amb l'ewe en un 72%. A més a més, és una llengua molt semblant al tafi, que només té diferències fonològiques amb el nyangbo.

## Sociolingüística, estatus i ús de la llengua
El nyangbo és una llengua vigorosa (EGIDS 6a): Tot i que no està estandarditzada, és utilitzada per persones de totes les edats i generacions tant en la llar com en societat en tots els àmbits. No hi ha escriptura en nyangbo. Els nyangbos també parlen l'anglès i l'ewe.